# Ganadería en Uruguay

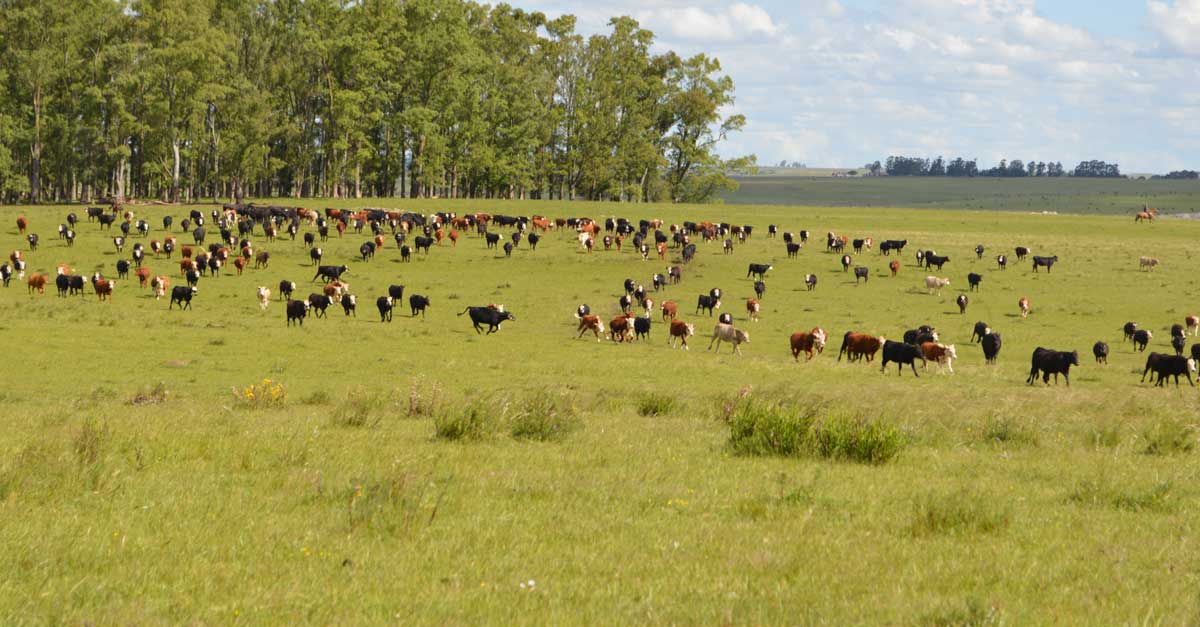
Criadero vacuno a cielo abierto cerca de San Gregorio de Polanco, Tacuarembó, Uruguay

La ganadería en Uruguay es una actividad clave del país, siendo uno de los principales productores cárnicos del mundo. El ganado se cría a cielo abierto, en condiciones naturales con un clima templado, en tierras fértiles y gran abundancia de agua dados los numerosos ríos y arroyos del país, asegurando el bienestar de los animales.
Uruguay es el primer país del mundo en consumo de carne vacuna por persona, produciendo cerca de 550 mil toneladas de carne vacuna al año, de las cuales 180 mil son para consumo interno y 370 mil se exportan a más de 100 países, representando la cuarta parte de las exportaciones de bienes del país. Para lograr estos objetivos, Uruguay ha diseñado los mejores sistemas de información ganadera del mundo, incluyendo trazabilidad y un sistema electrónico de información de la industria cárnica. La inversión en tecnología se enfoca en conocer más sobre los ciclos naturales y aprender a seguirlos, aprovechando las herramientas de la sociedad de la información. Además de la producción de carne vacuna, la ganadería ovina también es de suma importancia, con la producción de lanas de alto valor para los mercados internacionales.